# Tecaspis retigera
Tecaspis retigera är en insektsart som först beskrevs av Cockerell 1901.  Tecaspis retigera ingår i släktet Tecaspis och familjen pansarsköldlöss. Inga underarter finns listade i Catalogue of Life.